# ジェームズ・ロデイ
ジェームズ・ロデイ（James Roday、1976年4月4日 - ）は、アメリカ合衆国の俳優。

## 出演作品
- エクスタシーをさがして
- ライアン〜若き巡査の誇り
- ショウタイム
- miss match ミス・マッチ（ニック・ペイン）
- デュークス・オブ・ハザード
- サイク/名探偵はサイキック?（ショーン・スペンサー） ※テレビシリーズ
- HIS NAME WAS JASON 〜「13日の金曜日」30年の軌跡〜
- 恋はしないより、したほうがマシ（J.B.）
- 10デイズ 愛おしき日々
- Psych: The Movie（ショーン・スペンサー） ※テレビ映画
- A Million Little Things ※テレビシリーズ
- Psych 2: Lassie Come Home（ショーン・スペンサー） ※テレビ映画

## 監督
- サイク/名探偵はサイキック?
- バトル・クリーク 格差警察署 ※計1話
- ローズウッド 〜マイアミ私立検視ラボ ※計5話
- ラッシュアワー ※計1話
- レジデント 型破りな天才研修医 ※計4話

## 脚本
- スキンウォーカーズ エクリプス